# Rhyacophila argentipunctella
Rhyacophila argentipunctella är en nattsländeart som beskrevs av Douglas E. Kimmins 1955. Rhyacophila argentipunctella ingår i släktet Rhyacophila och familjen rovnattsländor. Inga underarter finns listade i Catalogue of Life.